# Clermont (Iowa)
Clermont es una ciudad situada en el condado de Fayette, en el estado de Iowa, Estados Unidos. Según el censo de 2010 tenía una población de 632 habitantes.

## Geografía
Según la Oficina del Censo de los Estados Unidos, la localidad tiene un área total de 3,18 km², la totalidad de los cuales 3,18 km² corresponden a tierra firme.

## Demografía
Según el censo de 2010, había 632 personas residiendo en la localidad. La densidad de población era de 198,74 hab./km². Había 310 viviendas con una densidad media de 97,48 viviendas/km². El 98,26% de los habitantes eran blancos, el 1,11% asiáticos, el 0,32% de otras razas, y el 0,32% pertenecía a dos o más razas. El 1,42% de la población eran hispanos o latinos de cualquier raza.